# Йошкар Ушем
 Йошкар Ушем  — деревня в Сернурском районе Республики Марий Эл. Входит в состав Верхнекугенерского сельского поселения.

## География
Находится в северо-восточной части республики Марий Эл на расстоянии приблизительно 4 км на юго-восток от районного центра посёлка Сернур.

## История
Основана в 1928 году как выселок деревни Нижний Кугенер. В 1988 году насчитывалось 3 дома и 17 человек. В 2005 года отмечено 4 двора. В советское время работали колхозы «Иошкар ушем» («Красный союз») и «Чевер ужара».

## Население
Население составляло 12 человек (мари 100 %) в 2002 году, 21 в 2010.